# Sterne arctique
Sterna paradisaea
Vous lisez un « article de qualité » labellisé en 2009.
Espèce
Statut de conservation UICN

 LC  : Préoccupation mineure
La Sterne arctique (Sterna paradisaea) est une espèce d'oiseaux marins de la famille des laridés. Cet oiseau a une répartition circumpolaire et niche en colonie dans les régions arctiques et subarctiques de l’Europe, de l’Asie et de l'Amérique du Nord (jusqu’en Bretagne et au Massachusetts). C'est un oiseau migrateur qui est témoin de deux étés chaque année, puisqu’il effectue un aller-retour à partir de ses aires de reproduction dans le nord, jusqu’aux océans près de l’Antarctique où il hiverne (ce qui représente un trajet pouvant atteindre couramment 70 000 km). Il s’agit, avec celle du Puffin fuligineux, de la plus importante migration régulière connue chez les animaux. La Sterne arctique vole de ce fait huit mois par an.
Les Sternes arctiques sont de taille moyenne. Elles mesurent de 33 à 36 centimètres de long avec une envergure de 76 à 85 cm. Le plumage des adultes est gris sur les parties supérieures avec la nuque et la calotte noires et les joues blanches. Le bec, les pattes et les doigts palmés sont rouge foncé.
Les Sternes arctiques peuvent vivre au-delà de 20 ans. Elles se nourrissent surtout de poissons et de petits invertébrés marins. C’est une espèce abondante avec une population estimée à un million de couples reproducteurs. Les tendances de l'évolution quantitative des populations de cette espèce ne sont pas connues, mais son exploitation par l'homme dans le passé, notamment pour ses plumes utilisées en plumasserie, ou d'autres causes encore non déterminées avec certitude, ont réduit les populations du sud de son aire de répartition.

## Morphologie

### Mensurations
La Sterne arctique est un oiseau de taille moyenne : il mesure environ 33 à 36 centimètres de long du bout du bec jusqu’au bout de la queue, celle-ci mesurant de 17 à 20 cm. L’envergure varie de 76 à 85 cm (aile pliée de 26 à 28 cm). Les individus pèsent de 86 à 127 grammes. Comme chez la plupart des sternes, le ratio ailes/corps est élevé.

### Plumages nuptial et internuptial

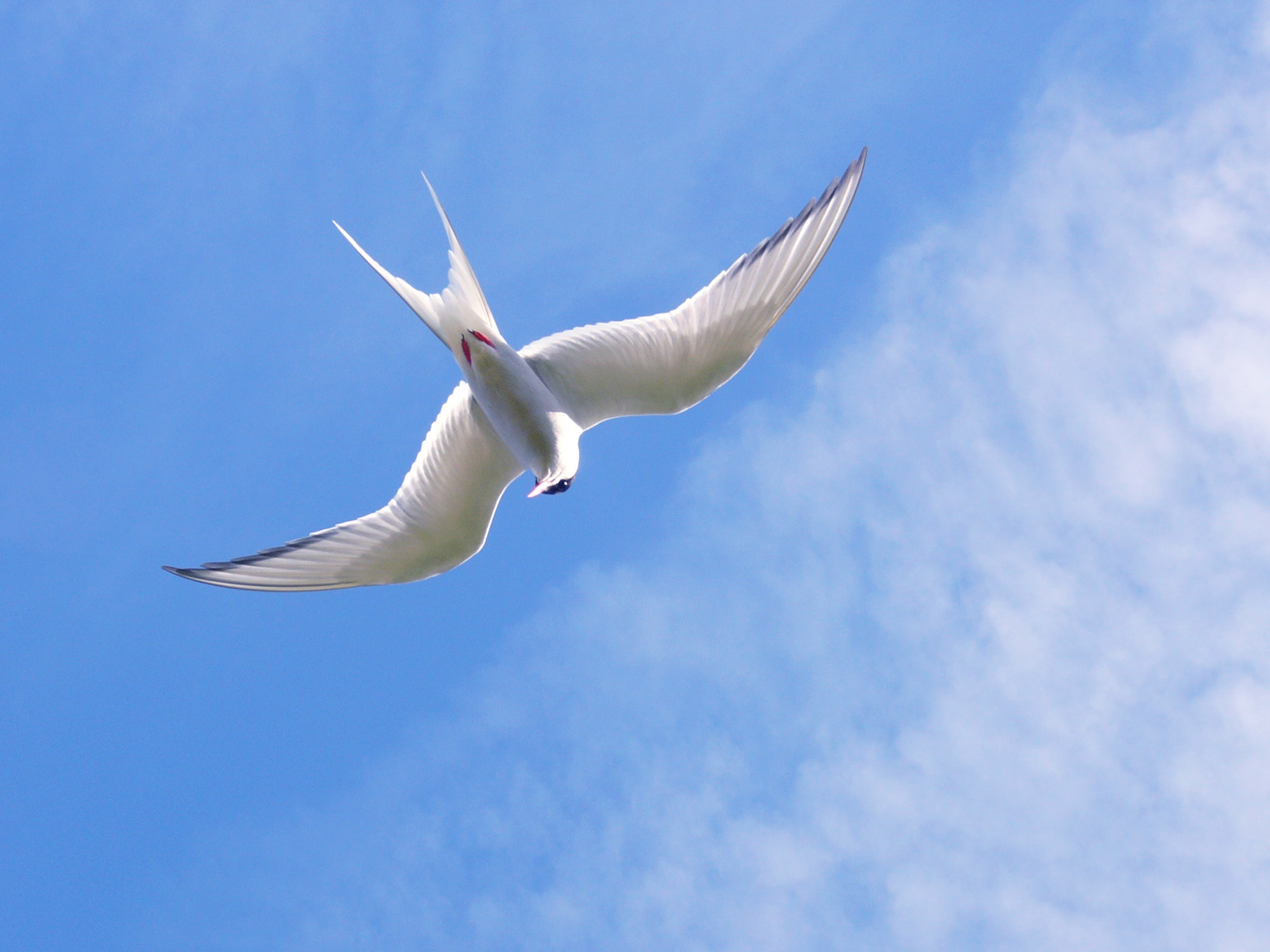
L'extrémité des ailes de la Sterne arctique est translucide et bordée d'un peu de noir.

La Sterne arctique possède un plumage nuptial (ou d'été) surtout gris et blanc avec les joues, la gorge et le croupion blancs ; les pattes, très courtes, et les doigts palmés sont rouges. Le bec, rouge également et droit, est aussi long que la tête, avec une arête de la mâchoire inférieure marquée. La nuque et la calotte sont noires ; la limite inférieure de la zone noire passe juste en dessous des yeux. Le manteau gris mesure 305 millimètres et les plumes scapulaires sont bordées de brun avec quelquefois l'extrémité blanche. Les couvertures alaires supérieures sont grises avec le bord d’attaque blanc et la région près du bout des ailes est translucide ; l'extrémité arrière des rémiges présente une fine bande noire. La queue blanche est fortement fourchue, avec d'assez longs filets de queue dont le rebord est gris. Ces filets dépassent généralement des ailes lorsque la sterne est posée. Les deux sexes se ressemblent physiquement, il n'y a pas de dimorphisme sexuel chez cette espèce.
Le plumage estival des subadultes diffère quelque peu, aussi au XIXe siècle considérait-on qu'il s'agissait d'espèces distinctes : plumage portlandica pour les oiseaux d'un an et pikei pour ceux de deux ans.
Le plumage internuptial (ou hivernal) est semblable à celui d'été, mais la calotte est moins sombre (noirâtre), le front devient blanc et le dessous du corps plus blanc que gris. Le bec s'assombrit et prend une teinte presque noire, et les pattes passent du rouge à une couleur brun foncé ou noire,.
La mue permettant le passage du plumage d'hiver au plumage d'été est tellement rapide que certains oiseaux peuvent rester un moment sans pouvoir voler. Cette mue s'effectue dans la zone d'hivernage.
Bien que la Sterne arctique ressemble physiquement à la Sterne pierregarin, à la Sterne de Dougall et à la Sterne de Forster, sa coloration, son profil et son cri sont légèrement différents. Comparativement à la Sterne pierregarin, ses pattes sont très courtes, les deux pointes de sa queue plus longues, elle a moins de noir sur les ailes et son bec est d’une couleur rouge uniforme. Elle diffère de la Sterne de Dougall par la coloration un peu plus foncée, le bec rouge, les pattes plus courtes et les ailes plus longues. La Sterne de Foster a le ventre plus blanc, les pattes plus longues, orange, et le bec orange porte du noir au bout.

### Poussins et juvéniles

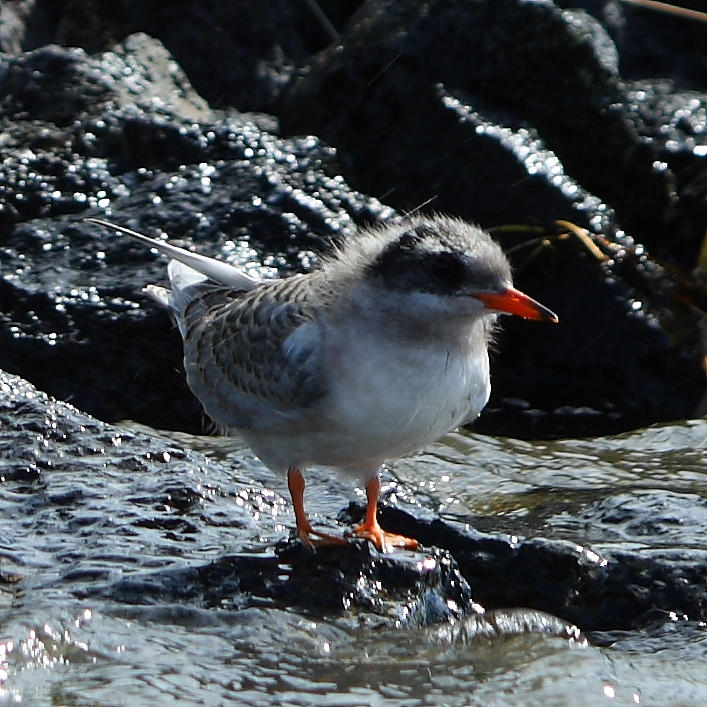
Juvénile de Sterne arctique.

Les poussins ont le dos couvert d'un duvet d'une couleur soit grise, soit marron. Les deux colorations peuvent exister au sein d'une même nichée. Le dessous du corps est blanc.
Les juvéniles diffèrent des adultes par leurs pattes dont la couleur passe du brun au rouge pâle, leur bec noir, les motifs en « écailles » des ailes, les plumes à bout noir du manteau, une bande foncée sur les ailes au niveau des carpes, et les pointes de la queue plus courtes. Durant leur premier été, les juvéniles ont également le devant de la calotte plus blanc, de même que la poitrine et le ventre. Le plumage deviendra progressivement identique au plumage internuptial des adultes ; ils garderont ce plumage jusqu'à leur première saison de nidification, vers l'âge de trois ans.

## Comportements

### Alimentation

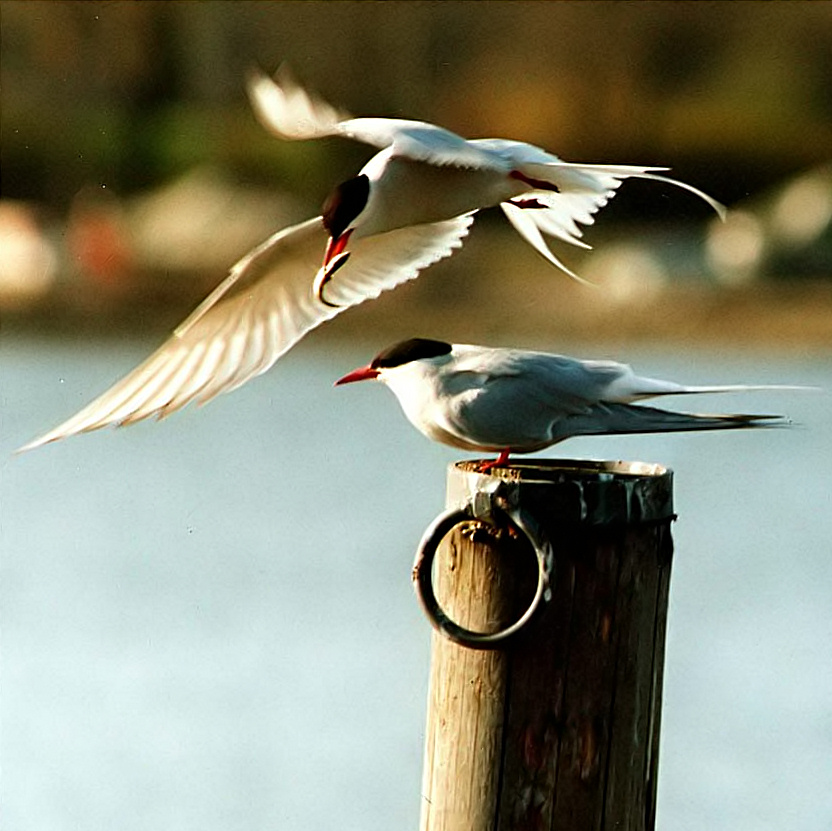
La Sterne arctique en vol a réussi à pêcher un petit poisson.

Plus varié que celui de la Sterne pierregarin, le régime alimentaire des Sternes arctiques varie selon l’endroit et la saison mais est essentiellement piscivore. Dans la plupart des cas, les sternes se nourrissent de petits poissons ou de crustacés marins,. Les poissons constituent la plus grande part du régime de la Sterne arctique, et la biomasse des poissons consommés est supérieure à celle des autres types de nourriture. Les proies sont des individus immatures (un ou deux ans) d’espèces vivant en bancs comme les harengs, les morues, les lançons et les capelans. Parmi les crustacés marins consommés, on retrouve les amphipodes, les crabes (comme le crabe vert), la crevette grise et le krill. Les Sternes arctiques consomment parfois des mollusques, des vers marins et, dans les régions de nidification plus nordiques, des baies et des insectes.

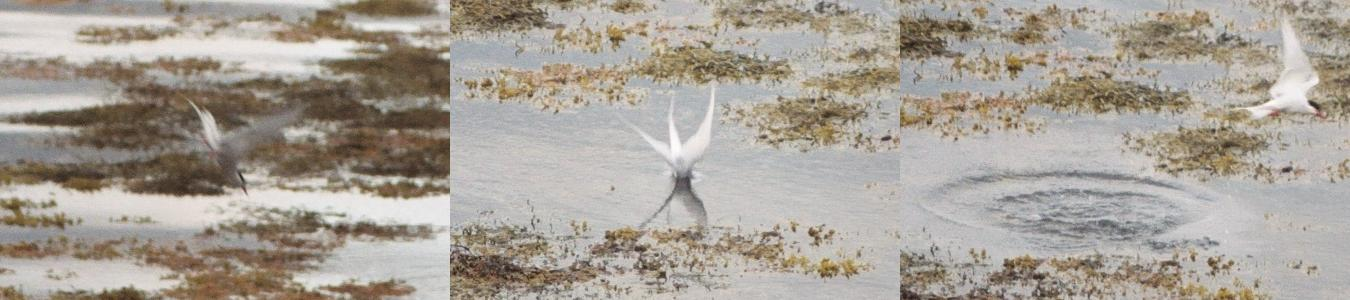
Série de photos montrant une Sterne arctique en train de pêcher.

Les Sternes arctiques pêchent en plongeant en piqué sur leurs proies, d'une hauteur de 10 à 15 mètres généralement, s'immergeant souvent entièrement lors de cette opération. Cette technique aboutit environ une fois sur trois ; en cas d'échec, les sternes n'insistent pas et ne poursuivent pas la proie sous l'eau. Elles passent aussi parfois au ras de la surface de l’eau pour capturer leur proie au passage. Il leur arrive également de chasser des insectes en vol pendant la saison de reproduction. Il semble que les Sternes arctiques, malgré leur petite taille, puissent occasionnellement utiliser le cleptoparasitisme en effectuant des piqués vers d’autres oiseaux qui, sous l’effet de la surprise, laissent alors tomber leur proie. Plusieurs espèces peuvent être visées par ce comportement : des individus de la même espèce, d’autres espèces de sternes (comme la Sterne pierregarin), des pingouins ou des grèbes.

### Comportement social

#### Relations intraspécifiques
Cette espèce possède de nombreuses vocalisations. Les deux plus communes sont le cri d’alarme utilisé lorsque des prédateurs potentiels (comme les humains ou d’autres mammifères) entrent dans les colonies, et le « cri signalisateur ». Le cri signalisateur est de nature sociale, utilisé lorsque les individus retournent à la colonie et lors de contacts agressifs entre les individus. Chaque Sterne arctique possède un cri signalisateur personnel, ce qui permet d’identifier les individus et confère à ces cris un rôle semblable à celui du chant des passereaux. Huit autres types de cris ont été décrits, du piaillement des femelles pour réclamer de la nourriture lors de la parade nuptiale aux « cris d’attaque » utilisés lors des vols en piqué sur les intrus. Le cri de la Sterne arctique est plus nasal et râpeux que celui de la Sterne pierregarin et est facilement discernable de celui de la Sterne de Dougall.

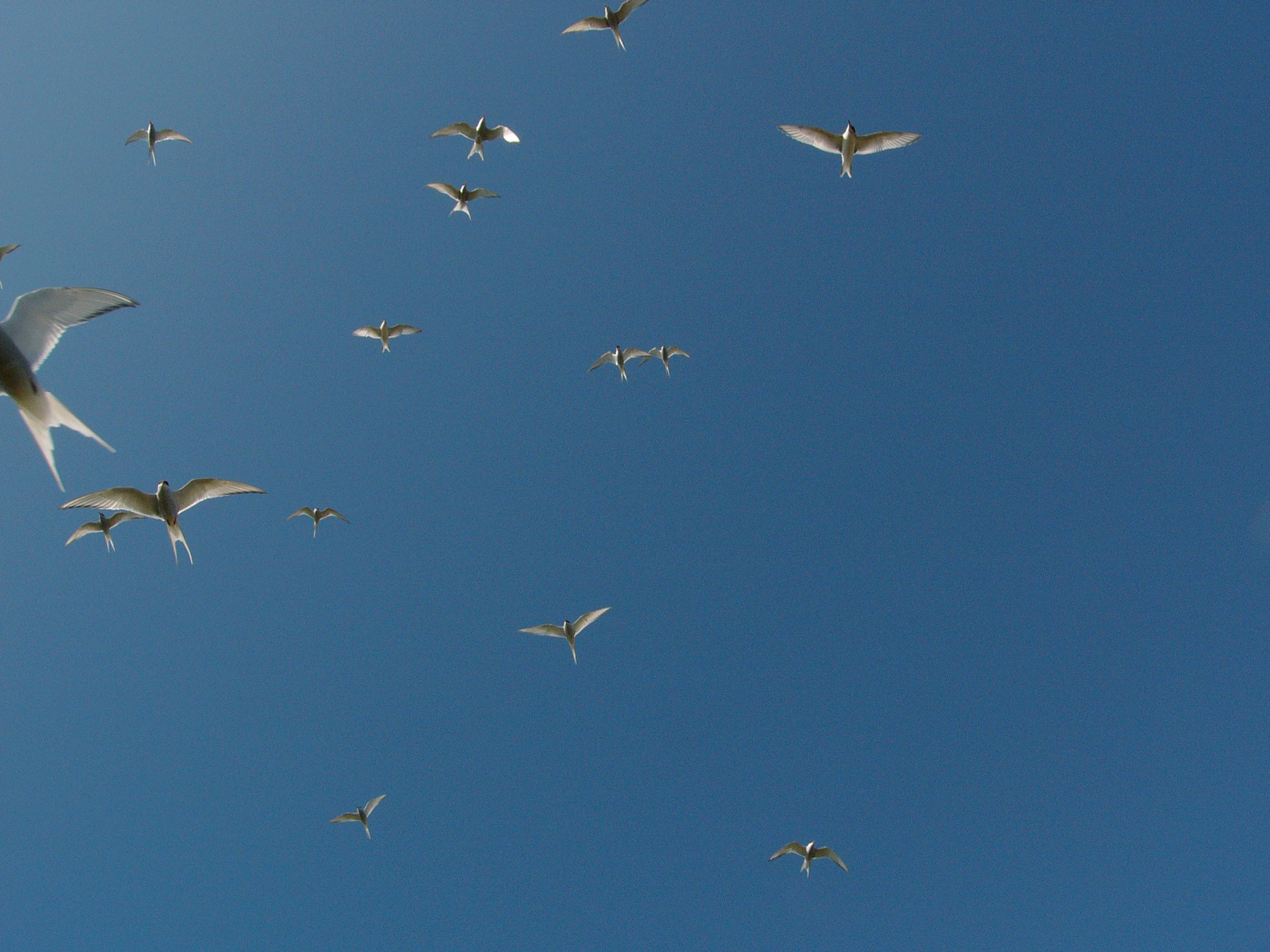
Groupe de Sternes arctiques sur une zone de nourrissage.

Lors de la saison de nidification, la Sterne arctique niche rarement isolée, préférant se réunir en colonies ou en groupes dispersés. Lorsque l'espace manque, comme sur les îles en mer, les colonies comptent parfois jusqu'à plusieurs centaines de couples ; dans la toundra, les groupes sont beaucoup moins denses et comptent moins de couples. Ces tendances grégaires demeurent lors des migrations ou de la pêche, souvent réalisées en groupes.

#### Relations interspécifiques
Lors de la saison de nidification, la Sterne arctique forme souvent des colonies mixtes avec la Sterne pierregarin ou la Sterne caugek pour les populations qui nichent près de l'océan Atlantique, et avec la Sterne des Aléoutiennes pour celles qui nichent près de l'océan Pacifique.

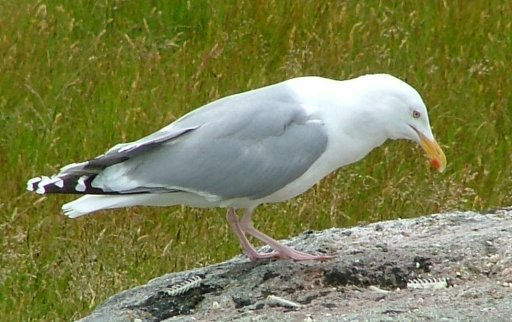
Goéland argenté, concurrent de la Sterne arctique pour la nidification et prédateur de ses œufs et poussins.

C’est l’une des espèces de sternes les plus agressives, défendant avec acharnement son nid et ses oisillons. Les parents attaquent les humains et les grands prédateurs, généralement en donnant des coups sur le dessus ou l’arrière de la tête. Bien que la Sterne arctique soit trop petite pour causer des blessures graves, elle est tout de même capable de faire saigner ses victimes. D’autres espèces d’oiseaux, qui nichent à proximité des Sternes arctiques, tirent bénéfice de cette défense des colonies.

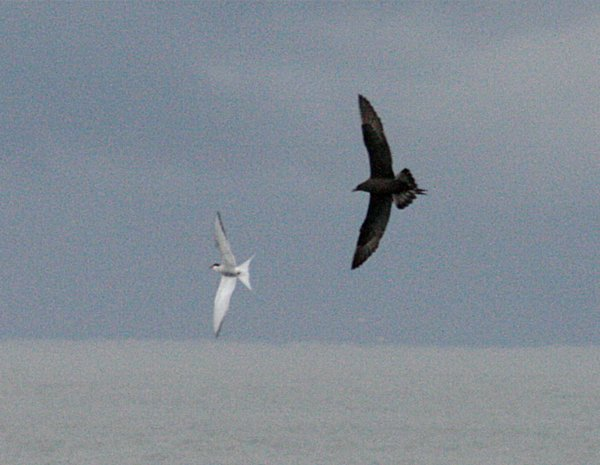
Labbe parasite en train de harceler une Sterne arctique.

Lors de la nidification, les Sternes arctiques sont sensibles à la prédation par les chats, les renards, les ratons-laveurs, les mustélidés, les rats, les goélands et autres oiseaux de mer, qui menacent les œufs et les poussins,. En plus d’être en compétition avec la Sterne arctique pour les sites de nidification, le Goéland argenté, plus gros, vole les œufs et attaque les oisillons. L’utilisation de sites de nidification isolés permet de réduire la prédation, tout comme la coloration des œufs qui offre à ces derniers un camouflage naturel.
Les labbes, les goélands et d’autres espèces de sternes vont souvent harceler les Sternes arctiques pour leur voler leur nourriture ; mais la Sterne arctique est elle aussi capable de cleptoparasitisme.
Pendant l'hivernage dans les mers de l'hémisphère Sud, les Sternes arctiques suivent souvent de grands cétacés qui rabattent les proies vers la surface, comme Balaenoptera bonaerensis (Baleine de Minke).

### Reproduction

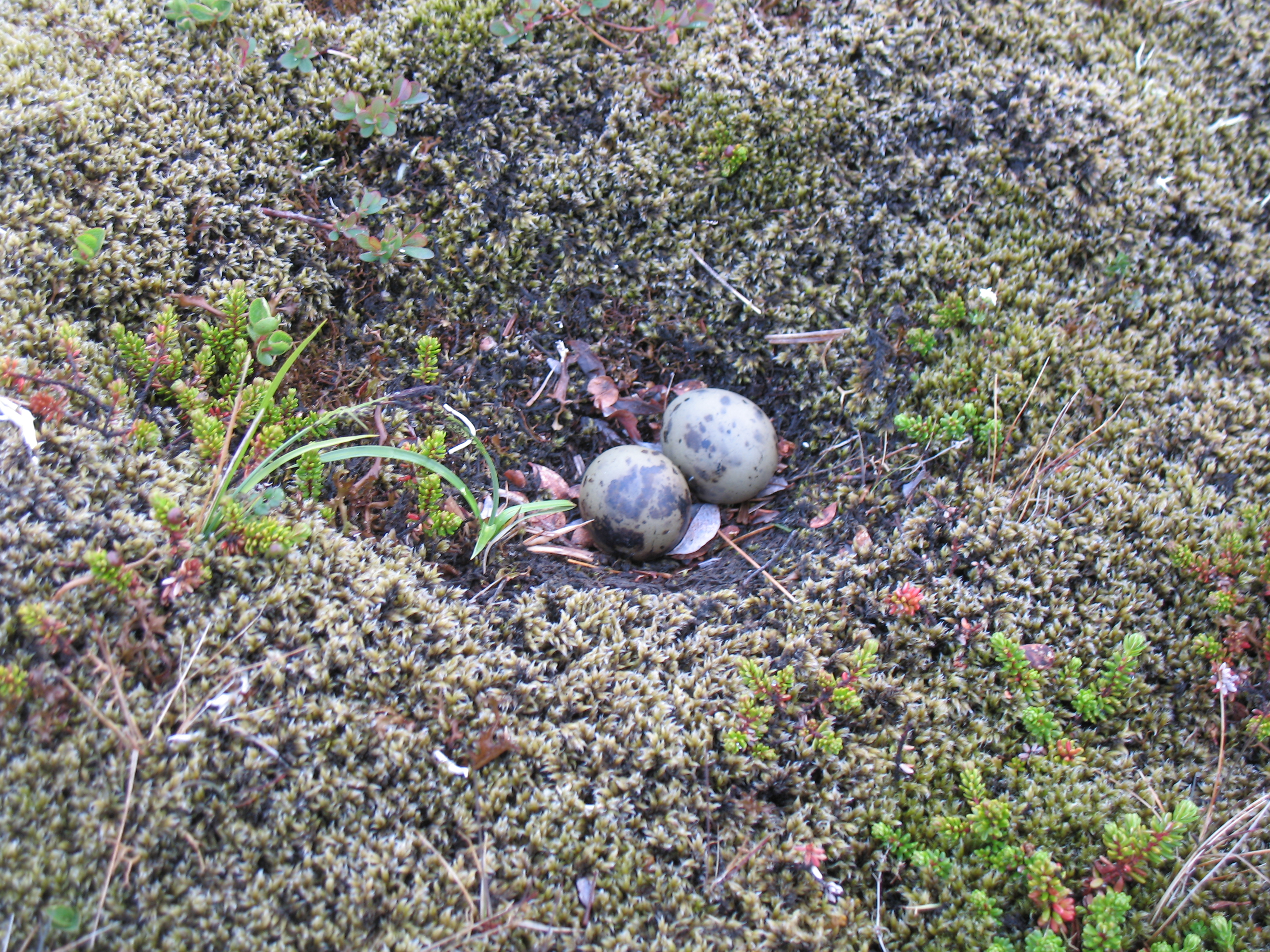
Ce nid de Sterne arctique contient deux œufs beige verdâtre tachés de brun.

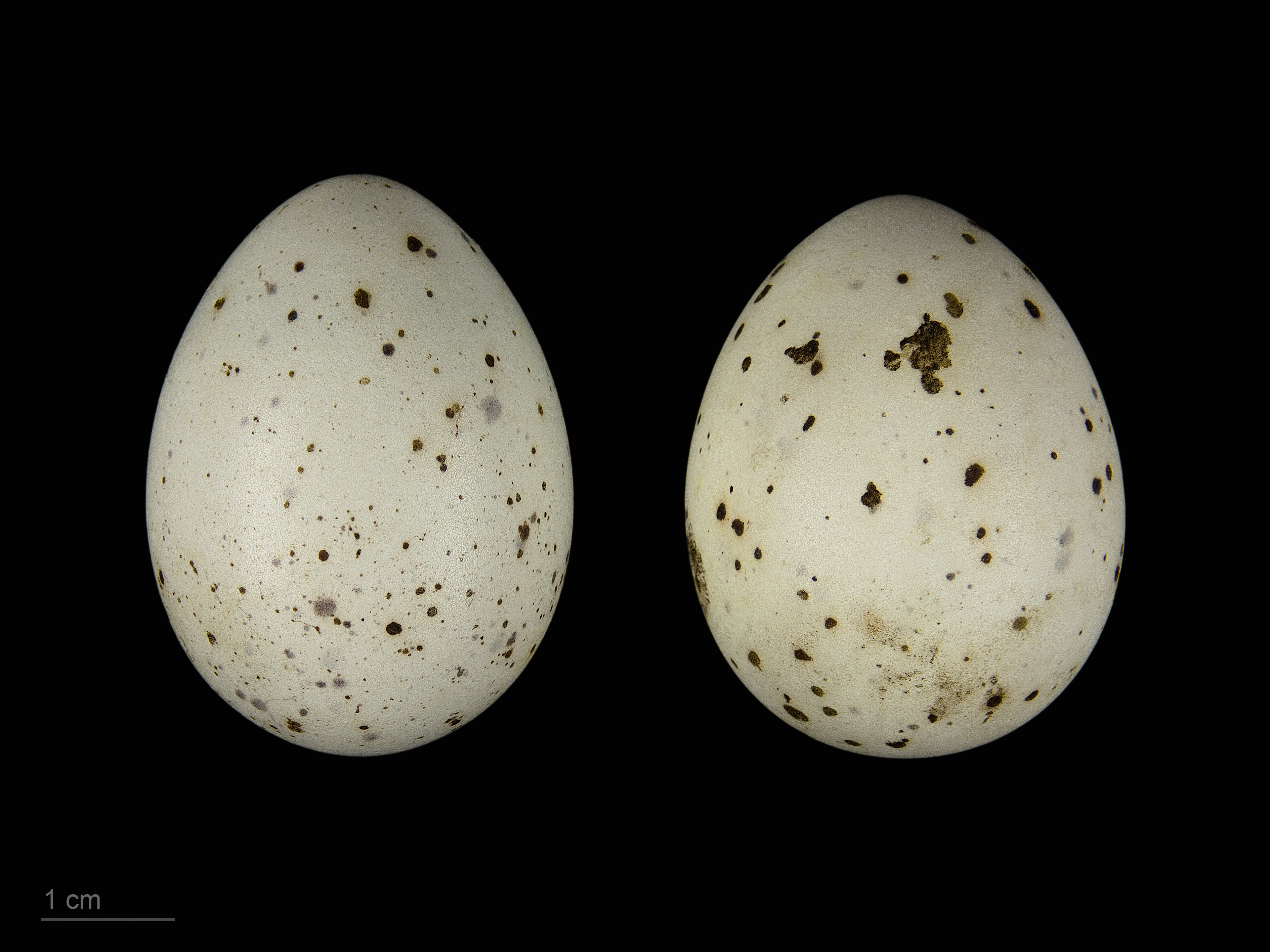
Œufs de Sterna paradisaea - Muséum de Toulouse.

La reproduction s’effectue entre mai et juin. Elle se déroule au sein de colonies localisées sur les côtes maritimes, les îles et parfois dans la toundra près de plans d’eau à l’intérieur des terres. La distance entre les nids est plus élevée que chez la Sterne pierregarin : 10 à 20 mètres au Spitzberg ; cependant, elle peut être beaucoup plus modeste quand la place manque (30 à 50 cm).
Les Sternes arctiques s’apparient pour la vie et dans la plupart des cas, retournent à la même colonie année après année. Les individus commencent à se reproduire entre trois et cinq ans, mais le plus souvent à quatre ans. La parade nuptiale est élaborée, surtout chez les individus nichant pour la première fois. La parade commence avec un « vol à haute altitude », où la femelle poursuit le mâle jusqu’à une altitude élevée pour ensuite redescendre lentement. Cette démonstration est suivie de « vols du poisson » au cours desquels le mâle offre des poissons à la femelle. Au sol, la parade consiste à se déplacer en se pavanant, la queue levée et les ailes baissées. Généralement, les deux individus s’envolent ensuite et réalisent des cercles l’un autour de l’autre.
Mâle et femelle choisissent et défendent ensemble le site de nidification. Pendant le processus de sélection du nid, le mâle continue à nourrir la femelle. L’accouplement a lieu peu après. La construction du nid consiste à gratter le sol afin de former une simple dépression qui est laissée nue ou parfois recouverte avec des brins d’herbe ou d’autres matériaux semblables. La femelle pond de un à trois œufs (généralement deux). Les œufs gris, blancs, brunâtres, beiges ou verdâtres sont naturellement tachetés de brun (davantage que ceux de la Sterne pierregarin), ce qui leur sert de camouflage. Leur taille moyenne est de 40 × 29 mm (valeurs extrêmes : 35,4-47 × 27,2-33,1 mm) pour une masse fraîche (avant incubation) d'environ 19 g. L'incubation est assurée par le mâle et la femelle. Cette dernière assure la plus grande part dans la journée et couve aussi la nuit. Les jeunes (indiscernables de ceux de la Sterne pierregarin) éclosent de 22 à 27 jours après la ponte et quittent le nid de 21 à 24 jours après l’éclosion. Si les parents sont dérangés et donc quittent le nid fréquemment, la période d’incubation peut s'étendre jusqu’à 34 jours.

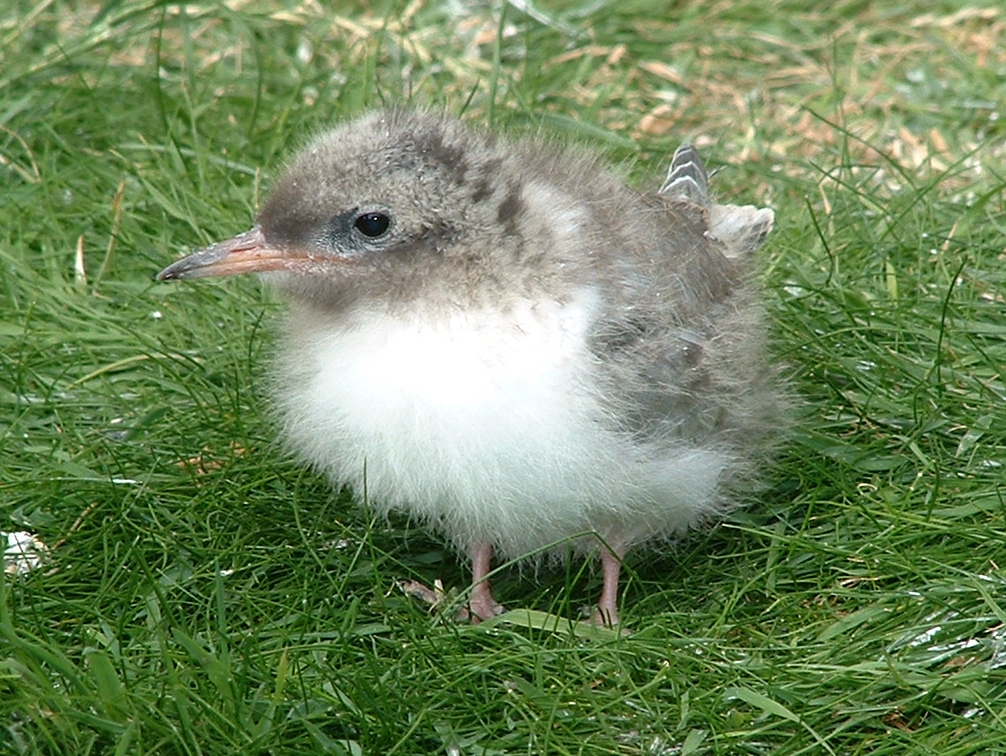
Un poussin de Sterne arctique, aux îles Farne, Northumberland.

À l’éclosion, les oisillons qui pèsent une dizaine de grammes sont couverts de duvet. Ni nidicoles, ni nidifuges, les oisillons commencent à se déplacer et à explorer de un à trois jours après l’éclosion. Habituellement, ils restent à proximité du nid. Les oisillons sont couvés par les adultes lors des dix jours suivant l’éclosion. Les deux parents s’occupent des juvéniles. Le régime alimentaire des oisillons inclut toujours des poissons (51,8 % en Allemagne pour 41,6 % de crustacés et 6,5 % d'annélides polychètes) et les parents apportent aux juvéniles des proies plus grandes que celles qu’ils se réservent pour eux-mêmes. Les mâles rapportent plus de nourriture que les femelles. Les parents nourrissent les juvéniles pendant environ un mois, avant de commencer à lentement les sevrer. Après l’envol initial, les juvéniles apprennent à se nourrir par eux-mêmes, et leur apprentissage comprend entre autres la technique difficile du plongeon en piqué. Ils s’envoleront vers le sud pour hiverner, en compagnie de leurs parents.

### Longévité
Les Sternes arctiques vivent longtemps et passent du temps à élever un faible nombre d’oisillons ; elles utilisent donc une stratégie K. Elles vivent généralement une vingtaine d'années (27 à 29 ans sont des âges souvent constatés en Allemagne), mais le record de longévité chez cette espèce est de 34 ans (la reproduction est encore possible à cet âge). Une étude aux îles Farne a permis une estimation du taux annuel de survie à 82 %.

## Répartition et migration

### Répartition

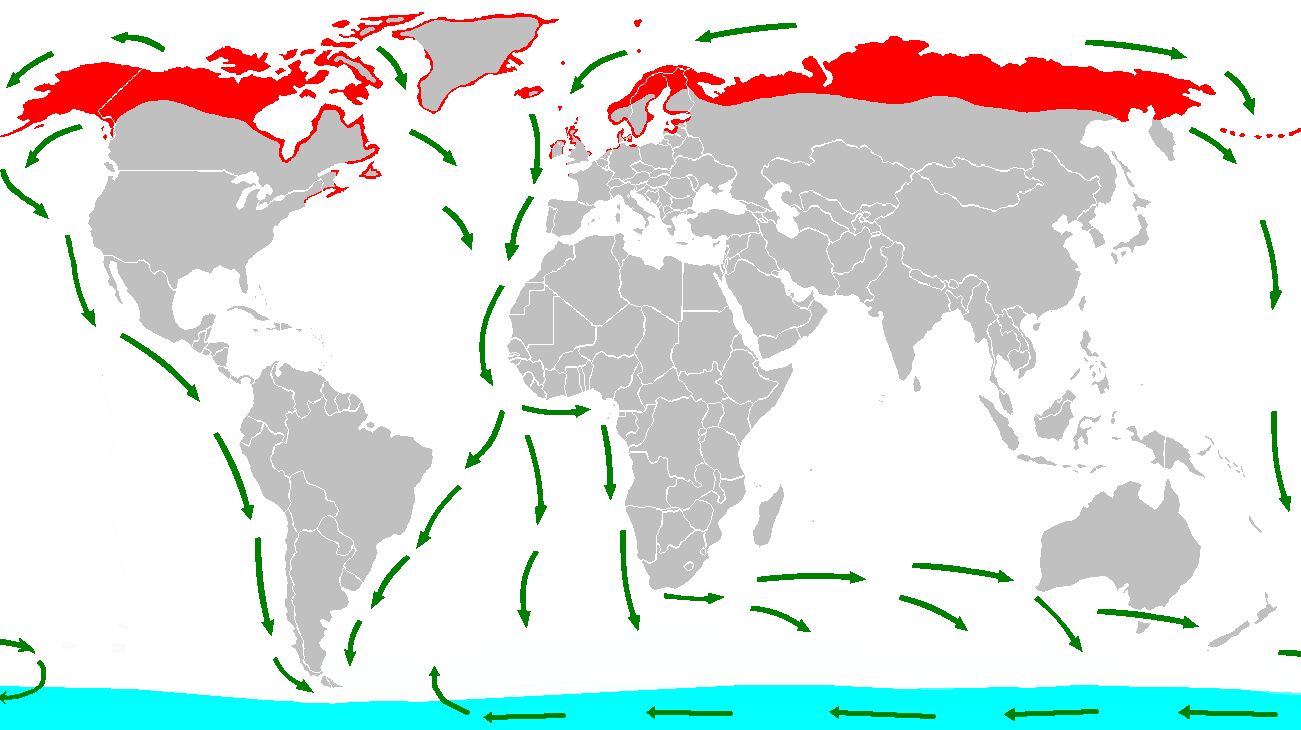
habitat d’été
habitat d’hiver
migration

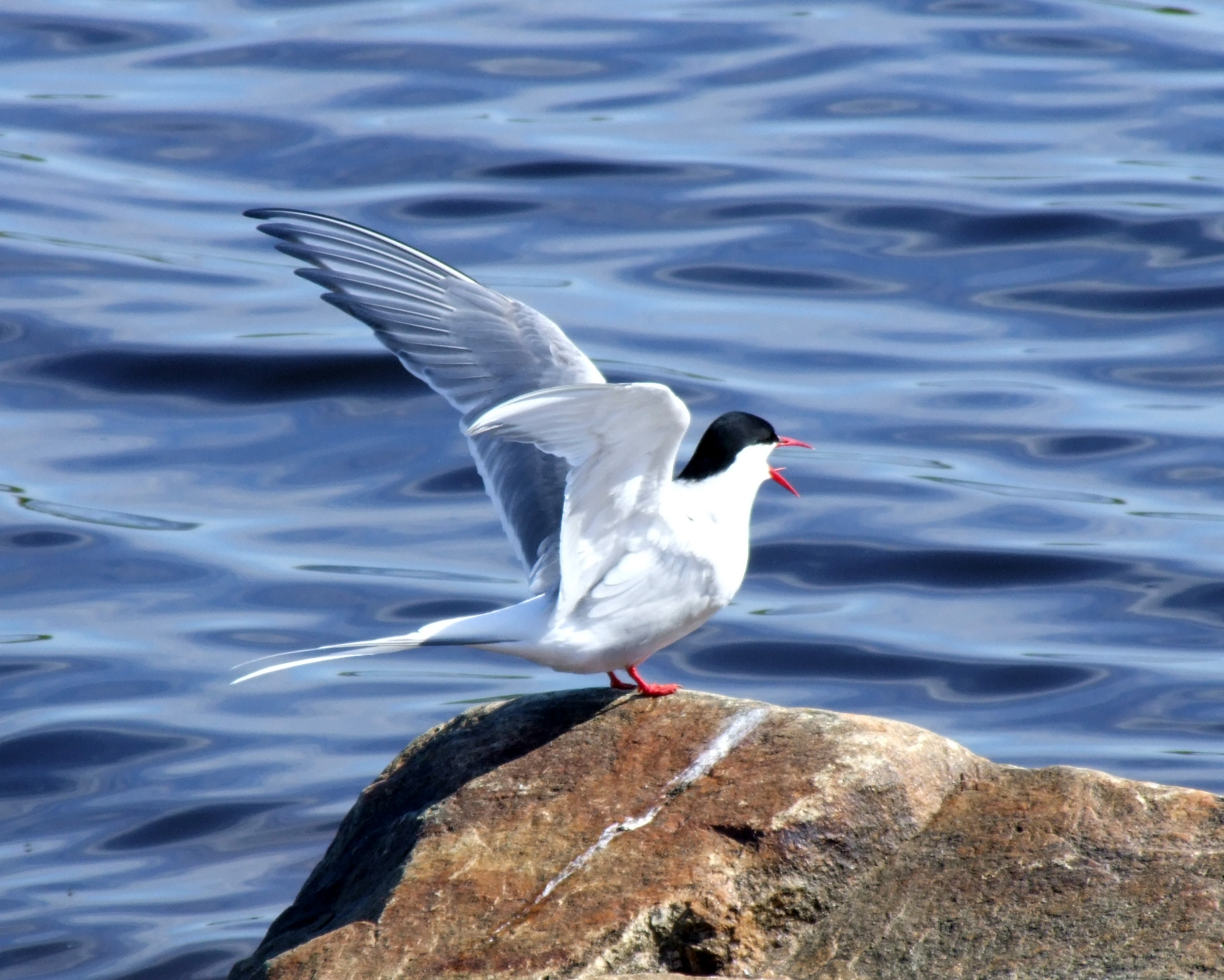
Une Sterne arctique à Simo en Finlande (65°44'N).

La Sterne arctique a une répartition circumpolaire mondiale. Son aire de répartition est estimée à environ 10 millions de kilomètres carrés. Durant l’été de l'hémisphère nord, on la retrouve dans les zones côtières des zones les plus fraîches des régions tempérées de l'Amérique du Nord et de l’Eurasie. Sur son aire d’hivernage pendant l’été de l'hémisphère Sud, elle fréquente la haute mer et se rend jusqu’aux glaces de l’Antarctique.

### Migration
La Sterne arctique est célèbre pour sa migration ; elle fait l’aller-retour à partir de son aire de reproduction en Arctique jusqu’en Afrique Australe, en Australie ou en Antarctique chaque année. Chaque trajet dure quatre mois environ. Annuellement, les oiseaux parcourent en tout 38 000 km, ce qui leur permet d’être soumis à deux saisons estivales par année et à davantage de lumière que toute autre créature sur la planète. Au cours de sa vie, un individu moyen parcourra environ 800 000 km, une distance équivalente à un aller-retour sur la Lune. La Sterne arctique est donc, avec le Puffin fuligineux, l'oiseau qui réalise la plus longue migration au monde,,.
Un exemple de l'habileté remarquable de vol sur longues distances de cette espèce est celui d’un oisillon encore au nid, bagué aux îles Farne dans le comté de Northumberland en Grande-Bretagne lors de l’été 1982, qui atteignit Melbourne en Australie en octobre 1982, ce qui représente un voyage en mer de plus de 22 000 km, seulement trois mois après le premier envol. Un autre exemple concerne celui d’un oisillon bagué au Labrador (Canada) le 23 juillet 1928, qui a été retrouvé en Afrique du Sud quatre mois plus tard.
Dans certaines régions, les Sternes arctiques migrent habituellement au-dessus des mers, loin des zones côtières, ce qui leur permet de se nourrir tout au long du voyage avec les poissons qu'elles pêchent. En conséquence, elles sont rarement observées depuis la terre ferme en dehors de la saison de reproduction. Dans d'autres secteurs, elles sont beaucoup plus côtières. En Scandinavie et en Grande-Bretagne, elles passent même au-dessus des terres, évitant ainsi de longs parcours en suivant les côtes. Les nicheurs de la mer de Béring et ceux de Sibérie orientale migrent en suivant les côtes de l'Amérique du Nord et du Sud.
Ceux, plus nombreux, du Canada et du Groenland traversent l'Atlantique entre l'Irlande et la France, suivent les côtes occidentales de l'Afrique jusqu'au cap de Bonne-Espérance avant de gagner l'Antarctique par des voies plus pélagiques.

## Systématique
La Sterne arctique a été décrite pour la première fois en 1763 par Erik Pontoppidan, théologien et zoologiste danois.
Il n’y a pas de sous-espèces reconnues. Les plus proches parents de la Sterne arctique sont des espèces du pôle Sud, la Sterne hirundinacée (Sterna hirundinacea), la Sterne de Kerguelen (Sterna virgata) et la Sterne couronnée (Sterna vittata). Sur les aires d’hivernage, la Sterne arctique se différencie de ces espèces par le fait qu’elle est en plumage d’hiver pendant l’été austral. De plus, les espèces du pôle Sud n’ont pas l'extrémité des rémiges sombre.

## La Sterne arctique et l'homme

### Statut et préservation

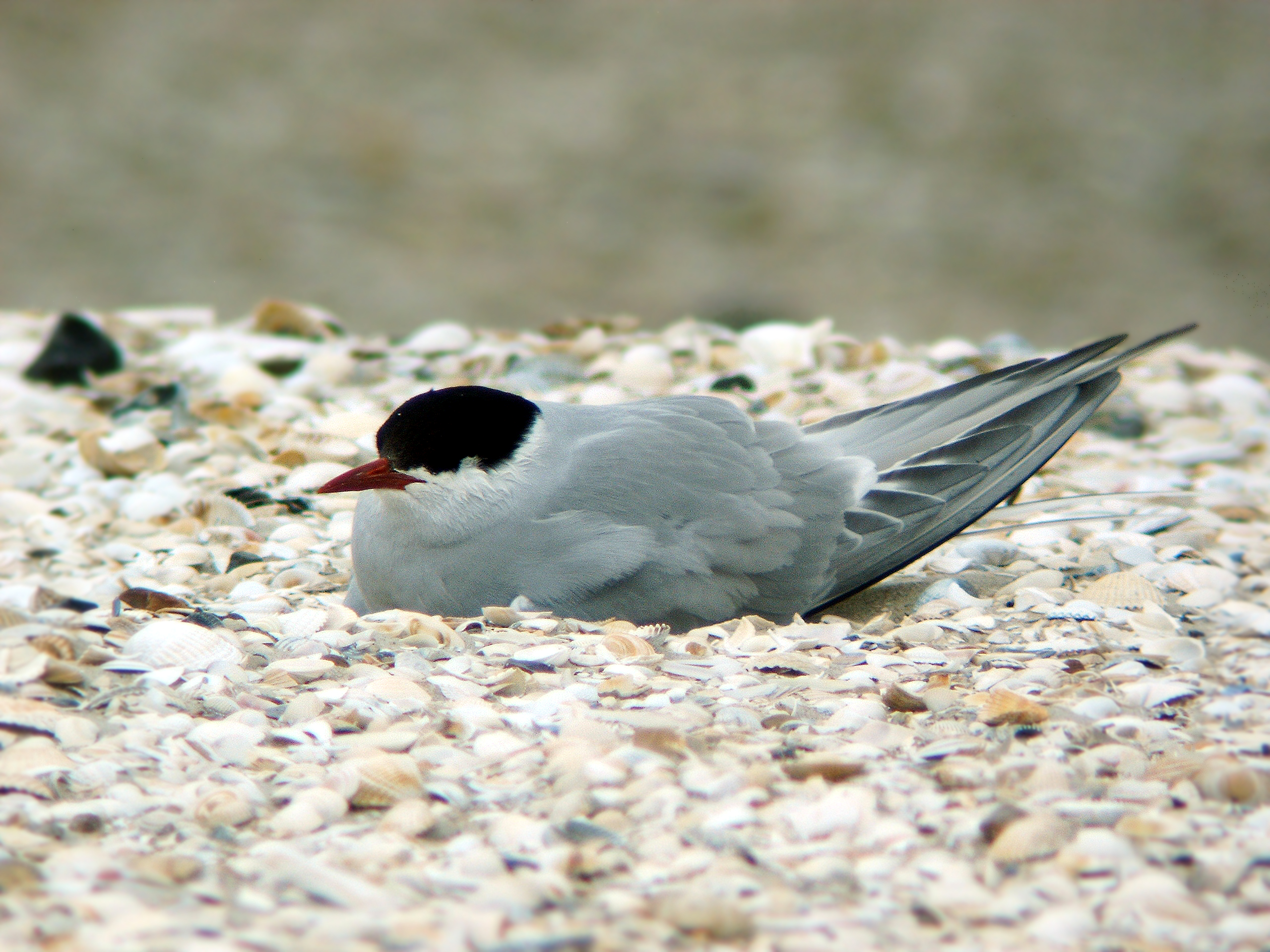
Gros plan sur une Sterne arctique.

En certains endroits, les Sternes arctiques sont considérées comme menacées ou de statut préoccupant. L’espèce a connu un déclin en Nouvelle-Angleterre à la fin du XIXe siècle, à cause de la chasse réalisée pour fournir le commerce des chapeaux en plumes. Cette espèce est toujours chassée dans l’Ouest du Groenland, où les populations ont connu un déclin important depuis 1950.
Au sud de son aire de répartition, la Sterne arctique diminue en nombre. Cela semble être dû à des pénuries de nourriture ou à la pression de prédation et de compétition pour les sites de nidification due aux goélands. Cependant, la majeure partie de son aire de répartition est éloignée de l'influence humaine et il n’y a pas de diminution apparente globale de l’espèce.
Depuis 1988, Birdlife International et l'UICN considèrent cette espèce comme étant de préoccupation mineure, puisque la population mondiale est évaluée entre 800 000 et 2 700 000 couples reproducteurs, dont 493 000 à 1 800 000 pour l'Atlantique Nord,. A contrario, l'Accord sur la conservation des oiseaux d’eau migrateurs d’Afrique-Eurasie s’applique aux Sternes arctiques, de même que la Convention concernant les oiseaux migrateurs. Cet oiseau est aussi placé en annexe I de la Directive oiseaux et en annexe II de la Convention de Berne.

### Utilisation de l'espèce par l'homme
Il semble que la chasse des œufs, à des fins alimentaires, et des adultes pour servir d'appât à poissons ou à crustacés soit assez ancienne. Elle continue de nos jours dans certaines régions du monde, comme dans l'Ouest du Groenland,,.
À la fin du XIXe siècle, la chasse à la Sterne arctique s'est intensifiée de façon très importante pour fournir l'industrie de la chapellerie en plumes de sterne. Cette chasse s'est poursuivie jusqu'au début du XXe siècle, période à partir de laquelle les plumes ont commencé à être passées de mode en chapellerie,,.

### Philatélie

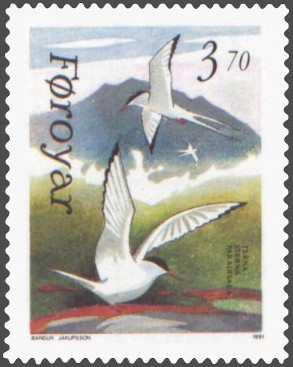
Timbre des îles Féroé de 1991, montrant deux Sternes arctiques.

La Sterne arctique apparaît sur les timbres de plusieurs pays : Canada (2001), Cuba (2004), Danemark (1999), Finlande (2002), Gambie (1997), Grande-Bretagne (2001), Guinée (2007), Islande (1972), Niger (1985), Ouganda (1999), Pays-Bas (1999), Portugal (2008), Suède (1971) et Tanzanie (1998 et 1999) et territoires (Terres australes et antarctiques françaises (1993), Saint-Pierre-et-Miquelon (1995 et 2008), Saint-Vincent-et-les-Grenadines (1998), île de Man (1983), îles Féroé (1991), Aurigny (2003) et Åland (2000).

## Protection
La Sterne arctique bénéficie d'une protection totale sur le territoire français depuis l'arrêté ministériel du 17 avril 1981 relatif aux oiseaux protégés sur l'ensemble du territoire. Elle est inscrite à l'annexe I de la directive Oiseaux de l'Union européenne. Il est donc interdit de la détruire, la mutiler, la capturer ou l'enlever, de la perturber intentionnellement ou de la naturaliser, ainsi que de détruire ou enlever les œufs et les nids, et de détruire, altérer ou dégrader son milieu. Qu'elle soit vivante ou morte, il est aussi interdit de la transporter, colporter, de l'utiliser, de la détenir, de la vendre ou de l'acheter.

### Bibliographie

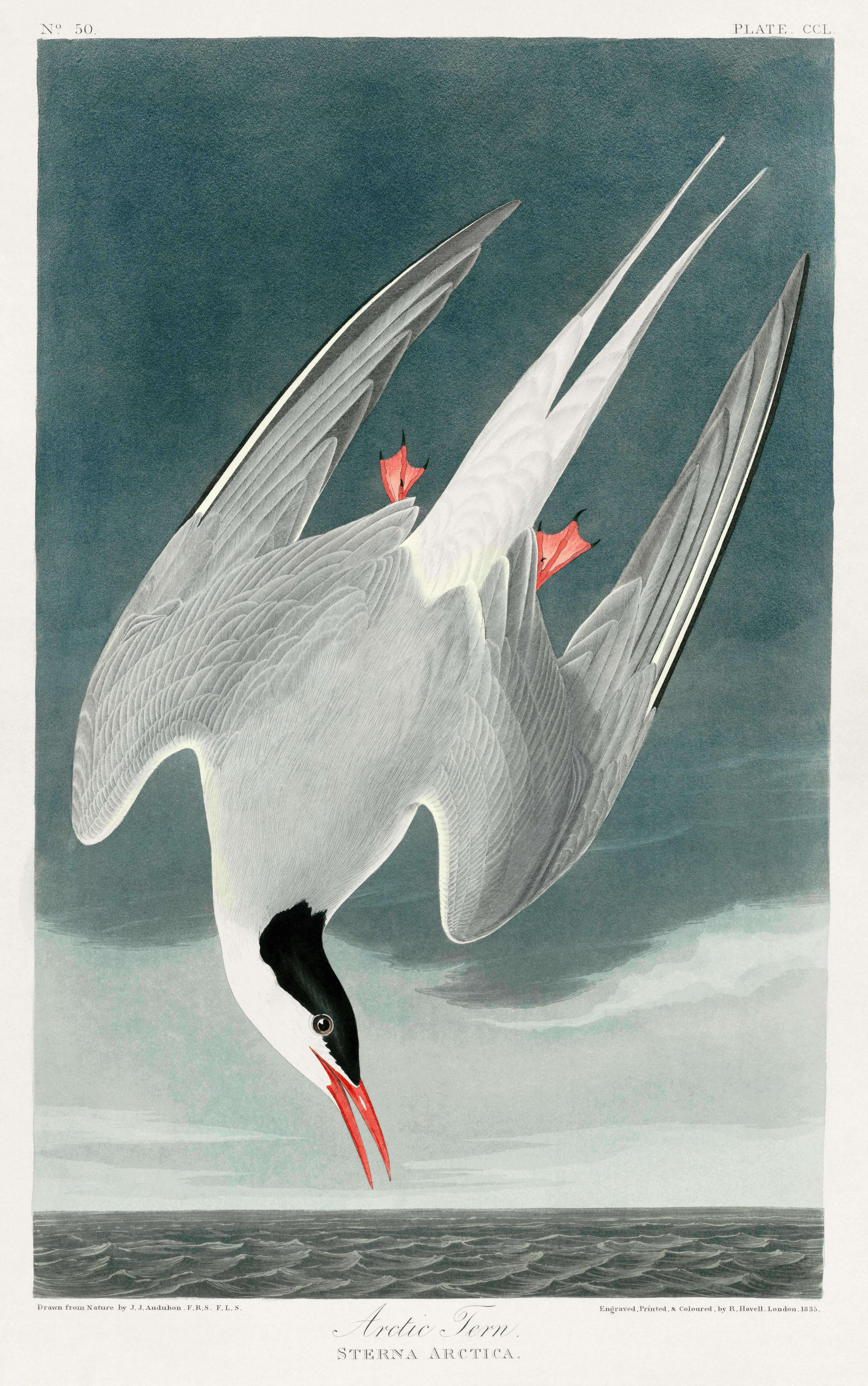
Planche 250 du livre Les Oiseaux d'Amérique de Jean-Jacques Audubon, publié vers 1830, représentant une Sterne arctique.